# نستعليق
 خط النَّسْتعْليق هو أحد الخطوط الرئيسية الإسلامية المستخدمة في الفارسية والأوردية والتركية العثمانية وكذا في العربية فيعرف أيضًا بالخط الفارسي والخط الفارسي المنسوخ أو النّسخ المعلّق. مُستَمدّ من النسخ والتعليق فسمي نسخ التَّعليق. أقدم ما كُتِب به مخطوط كَتبَه أبو بكر البيهقي سنة 430 هـ/ 1038 م. جوّده في العصر التيموري مير علي التبريزي في القرن الثامن هـ/ الرابع عشر م وهو تقليديًا النمط السائد في فن الخط الفارسي.
يعرف خط النستعليق بمكانته الجمالية بين الأقلام الستة، وما زال يستعمله الخطاطون المسلمون في المشرق الإسلامي والعربي. يسمى هذا الخط أحيانًا التعليق ونسختعليق إذ أن الفرس أدخلوا على خط النسخ رسومًا وأشكالًا زائدة ميزته عن أصله، وسمى بهذه الأسماء وذلك في القرن الثالث الهجري. ومعروف لدى العرب بالخط الفارسي باعتباره منسوبًا إلى بلاد فارس، كما يسمى عند الأتراك تعليقًا ويسمى عند الفرس أنفسهم بنستعليق اختصارًا لكلمتي نسخ وتعليق.
اختلفت قواعد وقياسات الحروف في هذا الخط بين الخطاطين الإيرانيين والأتراك العثمانيين بعض الشيء، ولكن الإيرانيين أجادوه. هو خط يخضع للتوازن والجمال في تكوينه، وعلى الكاتب التصرف الحسن في رسم الحروف في الكلمات بارتفاع ومدات واتزان بالقدر الذي يزيد في جمال هيئته العامة في السطر. وهذا الخط يعتبر تقليديًا الخط الرئيسي في الأبجدية الفارسية والأردية وقد استعمله الخطاطون الإيرانيون والأفغان والهنود والعثمانيون منذ القرن الخامس الهجري، وبقيت آثارهم تراثًا فنيًا إسلاميًا بين الخطوط العربية الأخرى.
ينسب اختراع خط النستعليق إلى الخطاط مير علي التبريزي الذي كان يعمل في بلاط التيموري، وخلفه ابنه عبد الله فأتمّ بعض التفاصيل في هذا الخط الجديد. وكان له تلميذان مشهوران، أولهما جعفر التبريزي الذي كانت له رئاسة أربعين خطاطًا في بلاط أمير بايسنقر. والثاني هو أظهر التبريزي، وقد كان دائم التنقل فسكن عدة حواضر إيرانية وإسلامية كبرى، فانتشر أسلوبه في الخط. من أعظم تلاميذه سلطان علي المشهدي الذي ذاع صيته في بلاط حسين بايقرا في هراة في أواخر القرن التاسع الهجري. وبعد ذلك ظهر العديد من الأساتذة الذين احترفوا الخط وبرعوا في النستعليق، وقد استمرت سلسلة تعليم هذا الخط من قبلهم في العصر الصفوي مرورًا بالقاجاري والمعاصر.

## خلفية وتسمية
ينقسم خط التعليق الفارسي إلى ثلاثة أنواع:
- خط الشكستة: لهذا النوع من خط قواعد خاصة به، ويعد طلسمًا ولغزًا من الألغاز المعقدة، حيث لا يعرفه كل خطاط، وتُرك استعماله. أول من وضع قواعده هو شفيعا
- خط شكستة آميز: وهو ما كان خليطًا بين الخط النستعليق وبين شكستة.
- خط النستعليق: هذا ما يعرف به في اللغة الفارسية في إيران وأفغانستان، أما في البلاد العربية فيطلق عليه بالخط الفارسي. وهو يجمع بين النسخ والتعليق.

وعمومًا فإن خطاطي الفرس أشدّ اهتمامًا بخط النستعليق بأنواعه من بين خطوط العربية الأخرى واشتهروا وبرعوا فيه.
كلمة النستعليق هي مركبة من كلمتين «النسخ» و«التعليق»، حيث هذا الخط مقتبس منهما. استخدمت أحيانًا بلفظة النسخ تعليق أو النسختعليق. ثم خففت لكثرة استعمالها فقيل النستعليق. كما أسمى الخطاطون العرب هذا الخط بـالخط الفارسي، نسبة إلى بلاد فارس ولأن الفرس هم مبتكرو هذا الخط. ينصح عمومًا بترك هذه التسمية في حين أنه يطلق على نوع آخر من الخطوط، وهو خط التعليق.

## رتبته ومكانته
يأتي خط النستعليق بعد خط التعليق في المرتبة، في حين يقع في المرتبة الثامنة بالنسبة إلى الخطوط العربية العامة. أما درجته بالنسبة إلى سهولة القراءة فيأتي في الدرجتين الثانية والثالثة من النسخ، ومن جهة سهولة كتابته وسرعته في الدرجتين الثالثة والرابعة من الشكسته. ومن حيث الجمالية يقع في الرتبة الأولى، ويعد من أجمل الخطوط العربية.
يستمد خط النستعليق أصوله من خط التعليق مباشرة والنسخ غير مباشرة، «وبينما نلحظ في الخط النسخ غنى وتناسبًا في الأجزاء، واعتدادًا بطبيعته، نجد في الخط التعليق قوّة وشموخًا وارتجلًا، ونلمس في خط النستعليق في مقابل ذلك صفات: هي الرقة، والأناقة، والسهولة، والليونة، والطواعية التي تخل بدورها من بعض الارتجال، وكلها صفات تدل على بلوغ الخطاطين درجة قصوى من التهذيب وسمّوا الادراك.»
قلم النستعليق يبرز ذوق الفن الإيراني الإسلامي، ويجعله من فنونهم. ازدهر في العصر التيموري وشاع في العصر الصفوي، وواصل انتشاره في أيام القاجاري مروراً بالمعاصر، وقد لامس مجالات متنوّعة من تاريخ الفن. يوصف بأنه «بطاقة هوية فنية إيرانية». لقد أسهم الرسم الفارسي في تجميل هذا الخط. وحركة القلم في هذا الخط أكثر حرية وراحة من النسخ. الإعراب وحركاته لا تستخدم إلا في الحالات الضرورية، في حين أن التنوين وعلامات الترقيم مهمة. ويمكن للخطاط أن يضم كلمات كثيرة وواضحة في عدة أسطر بخلاف الخطوط الأخرى، لأن النستعليق يأخذ حيّزًا أقل. وتسير حروفه وكلماته جميعًا على نمط واحد، بتحرّك ظريف وعرض دقيق. دوائره جميلة ومناسبة، ومدّاته معتدلة، وحروفه سمينة ودقيقة وحادَّة، فهو خط مستوحى من الطبيعة، وهو توأم للذوق الأدبي والحسَّ الجمالي ويرتبط بالأفكار والأدب والشعر، ويرافق بالرسم والتذهيب عمومًا. والقارئ لا يختلط عليه الأمر لعدم وجود تشابه في الكتابة، ما لم يقع خطأ في الخط، أو جهل في قواعد رسمه. وهذا ليس عسيرًا أيضًا، لأن اطلاعًا بسيطًا كفيل بإزالة هذا الخطأ. يدرس خط النستعليق في المدارس الإيرانية وهذا النوع يسمي النستعليق التحريري ويستخدم في الكتابة اليدوية لدى الكثير.

## تاريخه

### نشأته
أقدم ما كُتِب به مخطوط كتبه أبو بكر البيهقي سنة 430 هـ/ 1038م وجود هذا الخط مير علي التبريزي. بعد انتشار خط التعليق بقرن تقريبًا ظهر في النصف الثاني من القرن الثامن الهجري/ القرن الرابع عشر الميلادي خط فارسي آخر دعي بخط النستعليق. «ذلك أن الذوق الإيراني لم يتقبل خط التعليق لكثرة التفاقاته ولدوائره الناقصة، ولعدم انتظامه. فقارنوه بخط النسخ المنظم والمتعدل والجميل، واستخرجوا منها خطًا ثالثًا ليس بطيء الكتابة كالنسخ ولا متصقًا بنواقص التعليق؛خطًا بعيدًا عن الإفراط والتفريط، منظمًا، متينًا، ذا دوائر ظريفة وجذابة.»
كُتبت نماذخ لخط التعليق في السنوات 606 و610 و611 هـ، دلّت على أن بعض تلك الخطوط وأمثالها من ذلك الزمان كانت ملهمةً ومبشِّرة لخط النستعليق، وفيها علامات نشأة حروف النستعليق وحركاتها. يرى أغلب المؤرخو الفن أن مير علي التبريزي اقتبس هذا الخط في القرن الثامن هـ من النسخ والتعليق، فهو واضع خط النستعليق. «ولا شك أن نسبة وضح الخط إلى شخص معين ليس صابئًا تمامٌا، ولا سيما إذا علمنا أن نماذج من هذا الخط سبقت هذا الخطاط بنحو نصف قرن. غير أننا نستطيع أن نقول إن النستعليق كان قبل المير علي مشتتًا وناقصًا، وحين جاء نظَّمه وأعدَّ القواعد الناظمة له، ويكفيه بذلك فخرًا.»
أن الخط النسخ العربي المستخدم في القرن الأول شبيه بالتعليق الفارسي، وقد عرف لدى الخطاطين في الشرق أكثر من الخطاطين العرب. وقد استخدم في المراسلات والمكاتبات الرسمية، ثم توسع استعماله، وتعلَّم الكُتّاب العرب خط التعليق. وهناك أنواع من التعليق: تعليق قديم أو التعليق الأصل، والشكستة تعليق، والذي ظهر بكثرة استعمال التعليق في القرن السابع الهجري، وانتشر في القرن الثامن الهجري. ظهر خط التعليق على أساس الحروف العربية، مقتبسًا عن التوقيع والرقاع والنسخ، مع تأثر بالخطوط الشرقية، ويحتمل أن يكون ظهوره بدءًا من القرنين الخامس والسادس الهجري. ثم اكتمل من مراحل التطور، وأتخذ شكله التقليدي في أواسط القرن السابع الهجري، ثم اكتمل نضجه في القرن الثامن الهجري، حيث تبدل القلم إلى الشكستة تعليق، وشيئًا فشيئًا تحول شكل التعليق إلى أشكال أكثر بساطة في العصور المتأخرة، وأكثر شهرة.
حين انتشرت خطوط التعليق والشكستة، والنستعليق المرادف لهما، عرفها الخطاطون العرب في مصر والعراق وكذلك في تركيا العثمانية، حسب أساليبهم الخاصة التي تتلاءم وأذواقهم المتأثرة بالخطوط العربية الأخرى. وتعد خطوط التعليق والنستعليق والشكستة متقاربة، وهي تأتي في المرتبة الثامنة والتاسعة من النسخ، وذلك بالنسبة إلى سهولة قراءته وكتابته. قد ظهر خط الشكستة تعليق بعد أن شاع النستعليق. وفي بداية لم يكن الخطان يختلفان كثيرًا، وشاء الخطاطون أن يتصرفوا ويعطوا للخطَّين تميّزًا: فحوَّرُوا في الحروف، إمالةً واتصالًا، وإطلالةً وانبساطًا. يتضح من نماذخ هذه الخطوط، أنها لم تظهر فجأة، بل كان لها تاريخ وتطور وتحوير، مثل بقية الخطوط الأخرى. قد أضيفت إلى هذه الخطوط الشقيقة تجويدات وتحليات، لكن الحاجة إلى استخدام هذه الخطوط، لم تعد قائمة، وبقيت تراثًا فنيًا إيرانيًا وإسلاميًا يجد مكانه حتى اليوم بين الخطوط العربية الأخرى.
يقال إن واضح الخط الفارسي هو حسن الفارسي كاتب عضد الدولة الديلمي في أواخر القرن الرابع الهجري. ويعرف باسمين آخرين هما خط التعليق وخط النستعليق، وقد شاع الخط الفارسي في بلاد فارس واسعًا بداية من القرن السابع الهجري. ولم يكن هذا الخط يتوفر فيه العنصر الجمالي والإبداعي في مراحله الأولى، حتى قام الخطاط مير علي التبريزي في القرن الثامن الهجري وأهتم به وطور خط التعليق وحسّنه وهذّبه وأدخل عليه شيئًا من النسخ وأسماه «نستعليق» اختصارًا لكلمتي نسخ وتعليق.
اعتمد هذا الخط في بلاد فارس كلها وما حولها من البلاد كأفغانستان وشبه القارة الهندية والدولة العثمانية، فبرعوا فيه كثيرًا وأجادوه بشكل لم يسبقهم إليه أحد. وما زالت في إيران وباكستان حتى الآن تكتب لغتهما الفارسية والأردية بحروف هذا الخط العربي. وقد شاع استعماله في البلاد العربية، وبرز فيه خطاطون مجيدون، وظل يسمى الخط الفارسي نسبة إلى بلاد فارس، ويسمى عند الأتراك العثمانيين خط التعليق، وعند الفرس أنفسهم خط النستعليق.

### تطوره

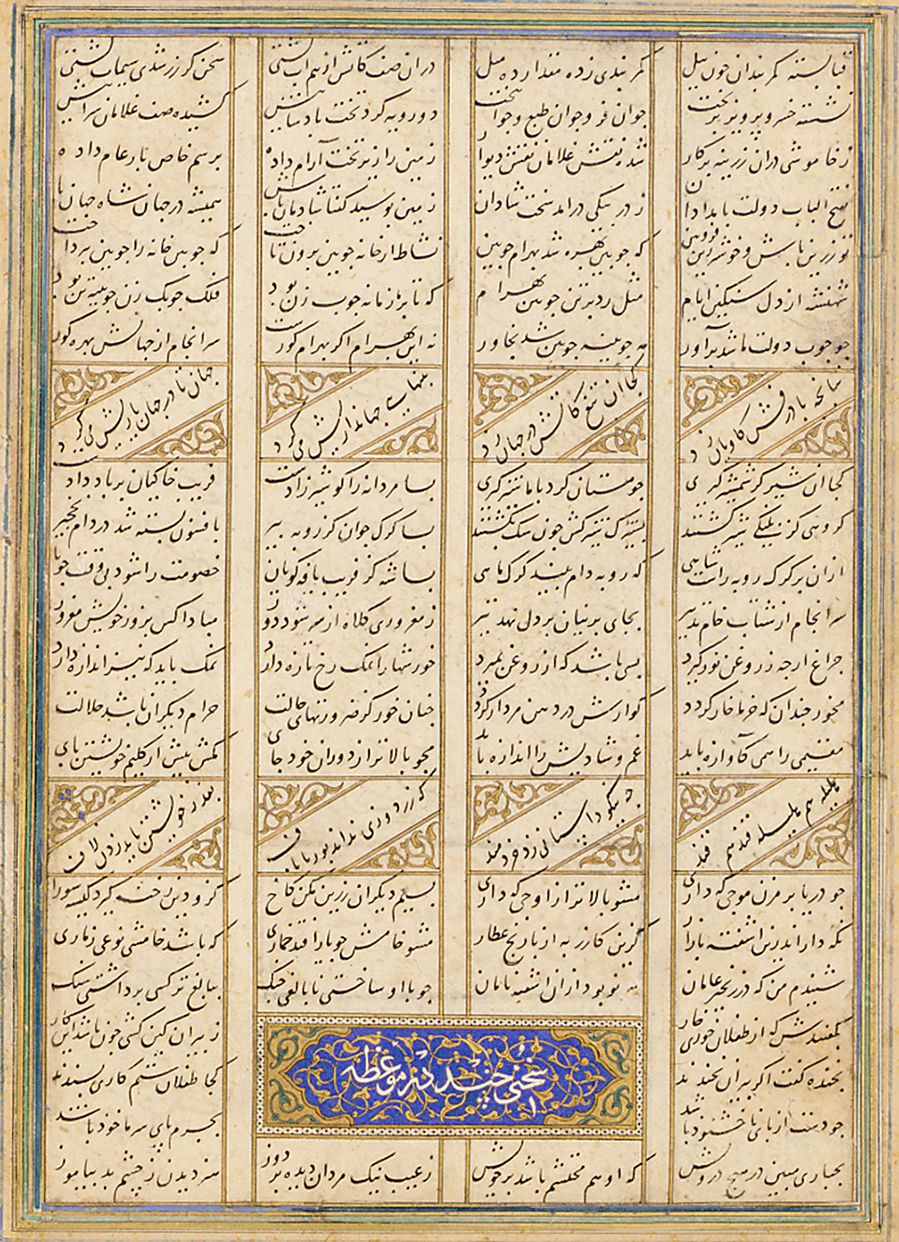
من الأعمال المبكرة لخط النستعليق مخطوطة كتبها الخطاط الفارسي التيموري مير علي بن حسن التَبريزي الهِرَوي (1330 - 1446 م) الملقّب بـقدوة الكتّاب وهو أوّل من وضع قواعد هذا الخط.

في الأيام الأولى لظهور خط النستعليق، ظهر طريقتان مختلفتان منه في إيران. إحداهما طريقة جعفر وأظهر، ثم ارتقت على يد سلطان علي المشهدي، وقد شاعت هذه الطريقة في خراسان. والطريقة الأخرى عبد الرحمن الخوارزمي خطاط بلاط السلطان آق قويونلو، والتي كانت متداولة في غرب وجنوب إيران. وبعد ذلك نشرها ابنا عبد الرحمن، عبد الرحيم وعبد الكريم، وأتباعهما.
الاختلاف بين هاتين الطريقتين واضح، فالكلمات والحروف في الطريقة الغربية حادة ورفيعة جدًا، والمدّات زائدة عن الحد، ودوائر العين محكمة وأكبر. في حين أن طريقة الشرقية، الخُراسانية، تؤدي الكلمات باعتدال. وهذه الطريقة نفسها بلغت حدّ الكمال والجمال بعد مرور أربعة قرون. في حين أن الطريقة الغربية أخذت بالإنحسار حين لم تجد قبولًا حسنًا من العامة. ولم يبق من آثارها إلا في خط النستعليق الأفغاني والهندي.

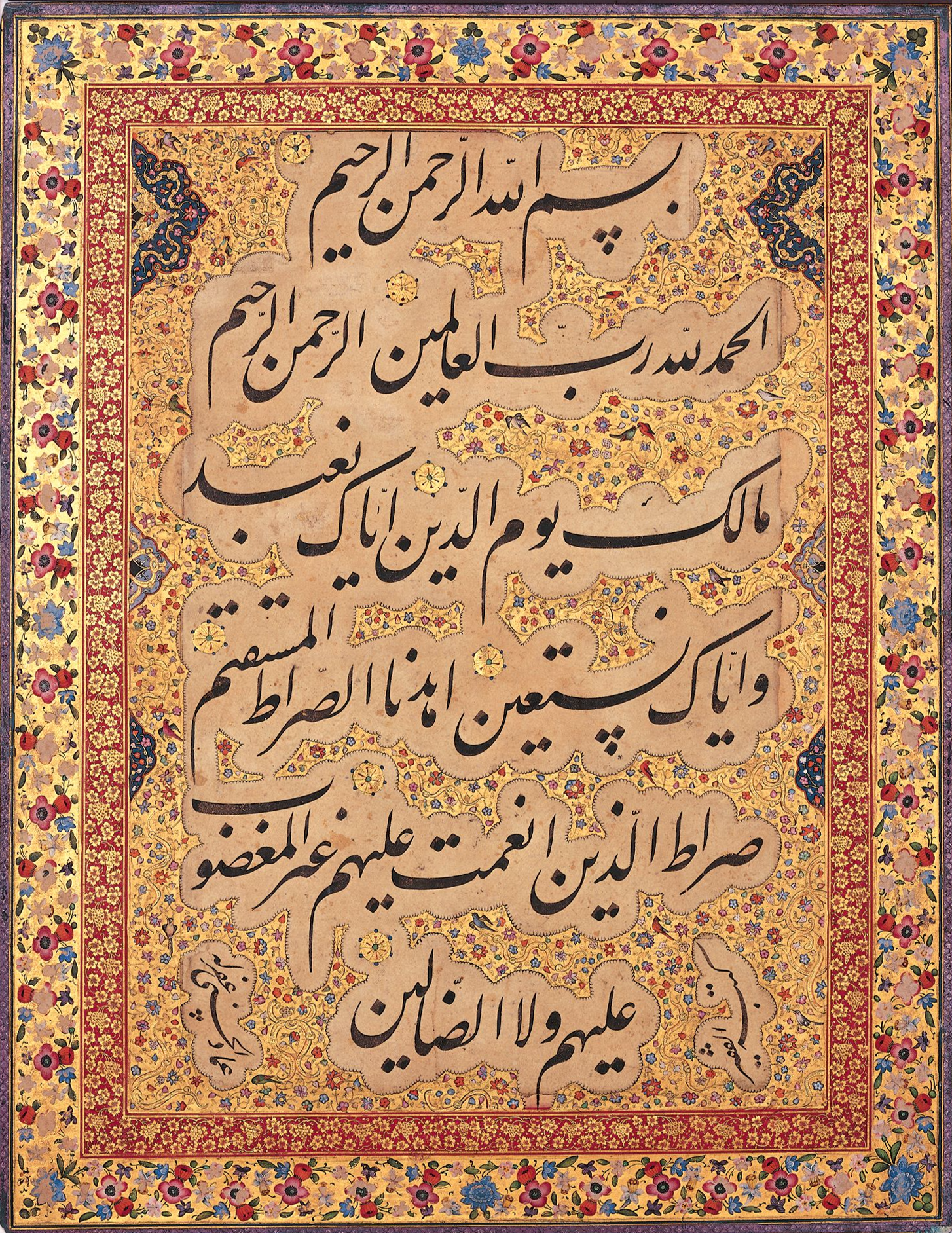
سورة الفاتحة بخط مير عماد الحسني كتبها سنة 1012 هـ/ 1603 م. بلغ النستعليق قمة كماله على يديه الذي عاش أكثر عمره في النصف الثاني من القرن السادس عشر الميلادي/ العاشر الهجري في الدولة الصفوية.

حين تطور خط النستعليق وبلغ مرحلة كبيرة من الجمال أقبل لسهولة كتابته مع وجود الأقلام الستّة، وتوسع شيئًا فشيئًا. وبدءاً من عهد تيمور وبعض خلفائه، وفي مدة قرن ونصف تطور تطويرًا بارزًا. فعزف الإيرانيون عن الأقلام الستة وشرعوا يكتبون بهذا القلم مصاحفهم. ولعل ثلاثة أرباع كتابهم كانت بالنستعليق بدءًا من القرن التاسع هـ. ولم ينشر هذا الخط في إيران وحدها، بل في عدد الدول الإسلامية، حتى دخل بلاد الهند والعراق ومصر وغيرها. ويعتبر النصف الأول من العهد الصفوي من العهود البارزة في الفنون الجميلة ومنها الخط، مع العناية الخاصة بالنستعليق.
كان هذا الخط ينتقل من أستاذ إلى آخر، ويتطور مع كل واحد حتى وصل إلى سلطان علي المشهدي حيث نضج وترسخ، ثم إلى مير علي التبريزي ومالك الديلمي وبابا شاه الأصفهاني ومحمد حسين التبريزي. بلغ قمة الكمال على يدي مير عماد الحسني. وتلاميذ المير علي قاموا بتحسينه ونشره، وظل على مستواه هذا حتى القرن الثاني عشر هـ.
لم يكتف مبدعو الخطاطين بتحسين خط النستعليق فقط، بل اخترعوا خط الشكستة نستعليق من النستعليق تبعًا لاحتياجاتهم وتوسع مُكاتباتهم ومراسلاتهم. لكن تراجع الخط في إيران في القرن الثاني عشر هـ، واستمر هبوطه حتى مطالع القرن الثالث عشر هـ. وسبب هذا التراجع عائد إلى الحروب والفتن وسوء الأوضاع السياسية والاقتصادية. وقد استعاد النستعليق بعض نشاطه في منتصف القرن الثالث عشر هـ، فعادوا بعض الخطاطين مراكزهم الفنية في هذا القرن ومطالع القرن الرابع عشر هـ. تعد آثار هذه الحقبة من ألمع مراحل الخط الفنية وأزهاها.
انخفض فن الخط في القرن الرابع عشر هـ وقلَّ عدد الخطاطين، ولم يظهر في نصفه الأول سوى محمد حسين عمادُ الكُتّاب في النستعليق. فكان عدد الخطاطين قليل جدًا، حتى تدنّى مستوى النستعليق إلى ما دون الوسط. وسار خطاطو هذه المرحلة على خط عماد الكتاب بعد تصرف جزئي ومحدود. وما زال على مستواه وقواعده من غير تطوير في إيران، مع كثرة عناية الخطاطين بالنستعليق.

### فروعه وامتداداته
نتيجه لاهتمام الخطاطين الإيرانيين في النستعليق الذي اختصوا به، فقد تفرع منه خطوطًا أخرى مأخوذة عنه، أو امتدادًا له، فمن تلك الخطوط:
شكستة تعليق: مزيج من خط التعليق والخط الديواني.
شكستة نستعليق: مزيج من خط الشكستة والخط النستعليق.
الخط الفارسي المتناظر: وقد كتبوا به الآيات والأشعار والحكم المتناظرة في الكتابة، بحيث ينطبق آخر حرف في الكلمة الأولى مع آخر حرف في الكلمة الأخيرة ويسمي أيضًا خط المرآة الفارسي.
الخط الفارسي المختزل: كتب به الخطاطون الإيرانيون اللوحات التي تتشابه حروف كلماتها بحيث يقرأ الحرف الواحد بأكثر من كلمة، ويقوم بأكثر من دوره في كتابة الحروف الأخرى، ويكتب عوضًا عنها. وفي هذا الخط صعوبة في القراءة للخطاط والقارئ على السواء.

## أساتذة وخطاطوه

### التيموري
أن العصر التيموري كان العصر الذهبي في تاريخ الخط في بلاد فارس، فقد شمله تيموريون برعايتهم، وكان الأمير بدر الدين أحد وزراء تيمور من أعلام الخطاطين في عصره، كما أن إبراهيم وبايسنقر حفيدي تيمور كانا من الخطاطين المشهورين. وقد ظهر في العصر التيموري نوعان آخران من الخط هما الخط الديواني والخط الدشتي.
يعد مير علي التبريزي (1330 - 1446 م) أول من حدد لنستعليق قواعده، ومن الذين حسَّنوا فيه وجمَّلوه، ومنحوه عنايتهم من بين الخطوط الأخرى. لمع اسمه في الخط في عهد تيمور وشاهرُخ، وكان فاضلًا وحافظًا للقرآن. «نُسب إليه وضع قلم النستعليق، لكن الصواب أنه حسَّنه ووضَّح قواعده، وجعله خطًا مستقلًا. » قام بتعليم ابنه عبد الله فن الخط. لقّب بقدوة الكّتاب وظهير الدين. ومن تلاميذه جعفر التبريزي وسلطان علي المشهدي. توفي مير علي سنة 850 هـ. وترك مخطوطات كثيرة، ومن آثاره الباقية: نسخة من الخمسة لنظامي الكنجوي والأمير خسرو الدهلوي، ونسخة من كليّات سعدي الشيرازي مؤرخة 840 هـ، وقطعة شعرية من نظمه، ورقعة في مناجاة الإمام علي بن أبي طالب، وغيرها.

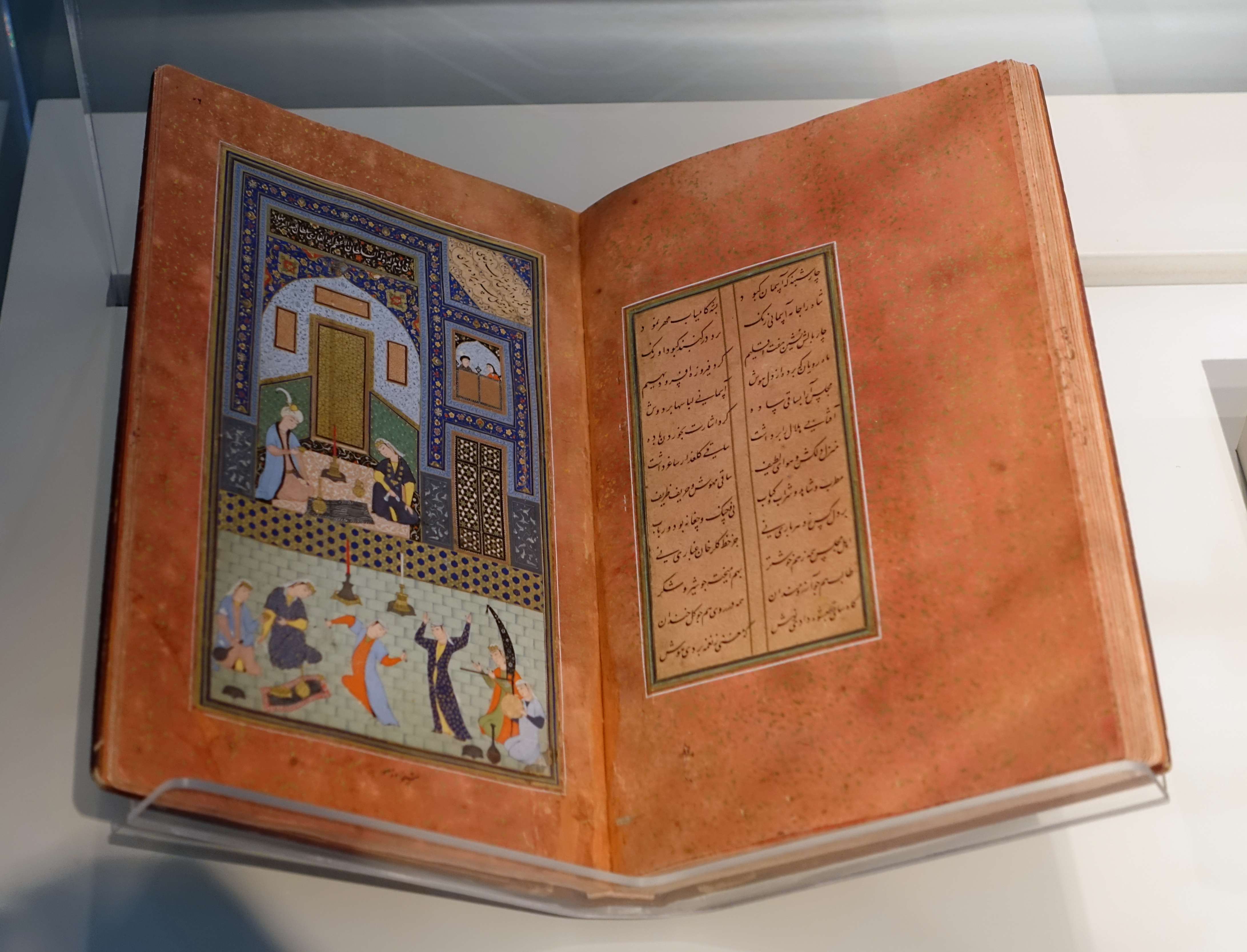
كتاب هفت منظر للهاتفي، نسخه مير علي الهروي ببخارى سنة 1538 م.

ثم ابنه عبد الله، هو الأستاذ الثاني لخط النستعليق، وقد تعلمه عن أبيه. والأستاذ الثالث هو الميرزا جعفر التبريزي، دعي «قِبلة الكتاب وكمال الدين». عني شاهرخ به وأهتم به الأمير بايسنقر، ولهذا نسب إليه فقيل له البايسنقري. وقد اشتغل مدة أربعين سنة في الخط. واعتبره بعض الأستاذ الثاني حيث أنه نقل وتعلم الخط عن مير علي مباشرة وبلا واسطة، وكان خطه شبيهًا بخط أستاذه. برز جعفر التبريزي في خطوط الثلث والريحان والنسخ والرقاع والتوقيع والتلعيق إلى جانب النستعليق. تتلمذ على يديه عدد من الخطاطين، منهم: عبد الله الطباخ، عبد الحي المنشي الأسترآباذي، أظهر التبريزي، ومحمود زرين قلم.
من تلامذته هو أظهر التبريزي، ويعد أحد أعلام النستعليق في القرن التاسع الهجري. يعده القدماء الأستاذ الثالث في النستعليق، بعد مير علي وجعفر التبريزي، وقد فاق أظهر أستاذه جعفر بسرعة الكتابة ونضجعها. ولم يكتف بدروس أستاذه بل إنه وضع خبرته وذوقه فيه، حتى عرف بطريقة مخالفة خاصة. سافر أظهر في بداية مهنته من تبريز إلى هراة، ولازم السلطان أبو سعيد الجرجاني. فحين تغلب أولوغ بيك على علاء الدولة بن بايسنقر، واستولى على خراسان، نقل أظهر وكل موظفي المكتبة إلى سمرقند التيمورية، وجعله نديمه. ومن تلاميذه: سلطانعلي القائني، وبايزيد البوراني، ومالك الديلمي، وعبد الرحيم الأنيسي الخوارزمي.
من أساتذة الطريقة الغربية هو عبد الرحمن الخوارزمي، المعاصر لأظهر وسلطانعلي. عمل في بدايته في بلاط جهان شاه، ثم في بلاط يعقوب آق قويونلو في تبريز. ثم ابنه عبد الرحيم، المتخلص بـأنيسي. وعبد الكريم ابنه الثاني، من خطاطي بلاط السلطان يعقوب المقرّبين. وكان يوقع باسم اليعقوبي. آثار الأخوين وأبيهما محفوظة في إسطنبول. ثم برز اسم السطان علي الخوارزمي، وهو من تلاميذ عبد الرحيم. وعُدَّ من خيرة خطاطي عهد السلطان سليمان القانوني. أقام في الأيوبية، واشتغل بالكتابة بأمر السطان. من تلاميذه هو المير عضد البخاري، وكان خطه أفضل خطوط تلاميذ علي الخوارزمي. وقد برع في التذهيب أيضًا. ثم أسد الله الكرماني، كان تلميذً لعبد الرحيم الخوارزمي في النستعليق وقد برز في النسخ. وكان من الخطاطين الإيرانيين هاجروا إلى الدولة العثمانية.
ثم لمع اسم سلطانعلي القائني، كان تلميذًا لأظهر التبريزي، ومعاصرًا لسلطانعلي المشهدي. عمل كاتبًا في بلاط يعقوب بن حسن قوصون، ولهذا كان يوقع باسم اليعقوبي. وبعده عمل في بلاط رستم بن مقصود، ووقع باسم الرستمي. ثم هاجر إلى خراسان، وكتب للسلطان حسين بايقرا، وقد أمتاز بأخلاقه وكان صوفيًا ويقرض الشعر.

### المغولي الهندي

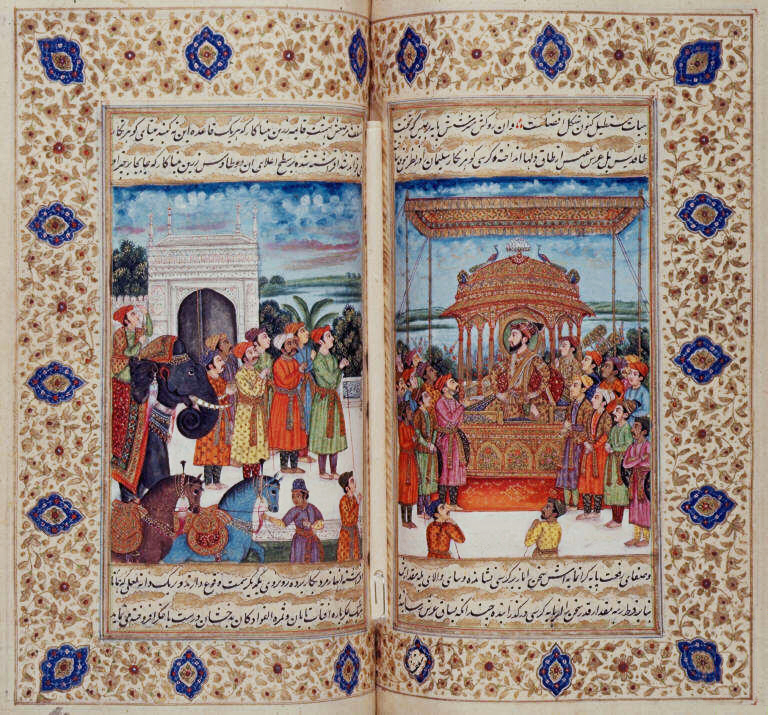
شاه جهان على عرش الطاووس في دلهي يتلقى وفودًا، من مخطوطة من القرن الثامن عشر م، كتب نصوصها بالنستعليق محمد صالح كمبوہ.

رحلوا عددًا من الخطاطين التيموريين إلى الهند المغولي، فنشروا فيها فن الخط. ومن هولاء مير عبد الله الترمذي، من أولاد نعمة الله ولي، كان خطاطًا وشاعرًا في بلاط جلال الدين أكبر ونور الدين جهانكير وكانوا يدعونه مسكيَّ القلم. توفي سنة 1025 هـ وخلف بعض أبنائه خطاطين. وابن اخته مير محمد الشريف أيضًا، حل محله في شهرة الخط. ثم ظهر مير خليل الله شاه، من سادات عراق العجم، قدم إلى دكن في الهند وارتقى مقامه عند إبراهيم عادل شاه، وكان يدعى ملك القلم. كان يسير على خطة المير علي الهروي. ثم عبد الرحيم عنبرين قلم، هو من هِروي أصلًا، ورحل في أيام شبابه إلى الهند، وعمل خطاطًا، لقب بـعنبريَّ القلم ثم الواضح الرقم.
ثم دخل الخط في البلاط المغولي وأهتموا بها الأمراء والملوك. قد تعلم وجوّد الخط كل من شاه جهان، ودارا شكوه الابن الأكبر له وولي عهده وهو امتاز بين الأمراء بالخط الجميل. وكان يكتب النستعليق على طريقة أستاذه عبد الرشيد الديلمي. له بعض حلى ولوحات محفوظة في متحف دهلي. ثم الشاه شجاع، الابن الثاني لشاهجهان، وزيب النساء، ابنه عالمكير، أمها أميرة فارسية، وهي ولد في الهند وغدت عالمة متفننة، عارفة بالادب الفارسي والعربي، حافظة للقرآن، وشاعرة لها ديوان. كانت تكتب النستعليق والنسخ والشكستة. ثم آخر ملوك الأسرة المغولية الهندية، بهادر شاه الثاني، كان يحسن الخط بأقلامه كلها. وله قطع في متحف الهند بقلم النسخ، والطغرا، والنستعليق.
برز اسم غلام محمد الهفت قلمي في العصر المغولي، كان من تلاميذ قدرت الله خان في النستعليق، مطلعًا على الآداب الفارسية والعربية، ويكتب بالأقلام السبعة فعرف بالهفت قلمي. أقام في دهلي ثم رحل إلى لكنهو وتعلم فيها الطب. له مؤلفات في الفن الخط، منها تذكرة الخطاطين. من الخطاطين العصر المغولي الهندي الآخرين، هم جندر بهان المشني، وسبح بهان، وعنايت الله الشيرازي ومحمد إسماعيل الغافل المازندراني، ومحمد أفضل اللاهوري القادري، وأحمد بن الله يار يارخان، واخوه محمد حفيظ خان، وسيد محمد أمير الرضوي، وآغا ميرزا وغيرهم الكثير.

### التركي العثماني
برع كثير من الخطاطيين العثمانيين في خط النستعليق. منهم محمود جلبي، كان تلميذًا لدرويش العبدي، وهو من تلاميذ مير عماد الحسني. يروى أنه من الأوئل الذين نشروا النستعليق في البلاد العثمانية، مع أنه كان بارعًا في سائر الخطوط وتعلم النسخ والثلث على حافظ محمد الإمام. ثم صنيع الله الآماسي، وأحمد بن الحسن، ودرويش حسام الدين، والسلطان مراد الرابع، وأحمد بن طورش، ومحمد رفيع أفندي، ومحمد أسعد أفندي، ومصطفى عزة أفندي اليساري زاده، وولي الدين أفندي، وعبد الباقي عارف، وخلوصي، وآقا ميرزا وغيرهم.
 ومن الحقبة الأخيرة للدوة العثمانية، برز عمر وصفي أفندي الذي توفي عام 1928، حسن جلبي، ومحمد اساد يساري، ولوصي يازغان والعديد من الخطاطين.

### الصفوي
من خطاطو نستعليق في العصر الصفوي هو سيد أحمد الحسيني المشهدي. اتجه منذ صغره إلى تعليم، فقصد هراة ليدرس على يد مير علي الهروي. وحين رحل مير علي إلى بخارى تبعه أحمد وتابع تلمذته عليه، وقد عمل ناسخًا أيضًا. ثم رجع إلى مسقط رأسه، وعزم على الاتصال ببلاط شاه طهماسب الصفوي، فأتجه نحو العراق ومنها إلى أذربيجان. فلقي عنده رعاية وعناية. كان شاعرًا وسجلت له بعض الأشعار، كما أنه دوّن بعضها بخطه. ومن تلامذته أحمد المنشي القمي، وحسن علي المشهدي، وعلي رضا المشهدي، ومحمد رحيم المشهدي ومحمد التبريزي وغيرهم.
ثم برز ابن كمال الدين محمود الرفيقي، الملقب والمشهور بالمجنون، ولم يذكر اسمه المؤرخين واكتفوا جميعًا باللقب الذي تخلّص وهو المجنون. كان يعيش في هراة وعد من مشاهير الخطاطين في عصره. قال في الرسالة التي كتبها بعنوان الخط والتعليم «...لما لما كان الولدُ الحرُّ يقلِّد آباءه الغَّر فإنني أنا مجنون بن محمود الرفيقي أمضيتُ عمري من طفولتي إلى زمان كهولتي في تعلم الخط حتى أبلغ مقام الأستاذية. ولما لم أبلغ المقصود من هذا العلم الشريف وذلك الفن اللطيف فقد اخترعت خطًا غريبًا مركبًا من المعكوس وغير المعكوس، مشكلًا بشكل الإنسان وغيره وسمَّيته التوأمان، فقسمتهُ صورتين متشابهين متقابلتين.» وقد نظم قواعد الخط شعرًا برسالة رسم الخط وكان درويشًا.
ثم برز مالك الديلمي، الذي ولد سنة 924 هـ. تعلم مبادئ الخط من الثلث والنسخ على والده فاشتهر بهما. ثم اشتغل بتدريس النستعليق. وقد استدعاه الأمير الصفوي أبو الفتح أبراهيم في أوائل شهرته، وأوسع له عملًا في مكتبته لتعليم الخط والكتابة الديوانية. توفي سنة 969 هـ في قزوين وكان فنانًا زاهدًا. وتدل آثاره على تفوق كبير في خط النستعليق. ومن تلامذته هم محمد حسين التبريزي وشاه محمد المشهدي وغيرهم.
وبعد مالك الديلمي، بزر شاه محمود النيسابوري، المشهور بالذهبي القلم. اشتهر بزمانه كثيرًا في الخط، ولازم في أيام شبابه الشاه طهماسب، وعمل مع خطاطي البلاط وكتّابه. انتقل من نيسابور إلى مشهد القريبة من مسقط رأسه واشتغل بالكتابة والخط وتعليم مدة عشرين سنة. وتوفي بها حوالي سنة 982 هـ. امتاز بالدقة في الكتابة الخفية والغبار، وآثاره كثيرة متفرقة في الكتب والرسائل في المكتبات الكبرى والخاصة.
ثم ظهر بابا شاه الأصفهاني، وقد فاق معاصريه في النستعليق. وكان شاعرًا وقد نظم قصيدة في آداب الخط وقواعد النستعليق. وله كذلك رسالة آداب المشق. توفي في بغداد سنة 996 هـ. لم يبق من آثاره سوى ثلاث قطع في أسطنبول.

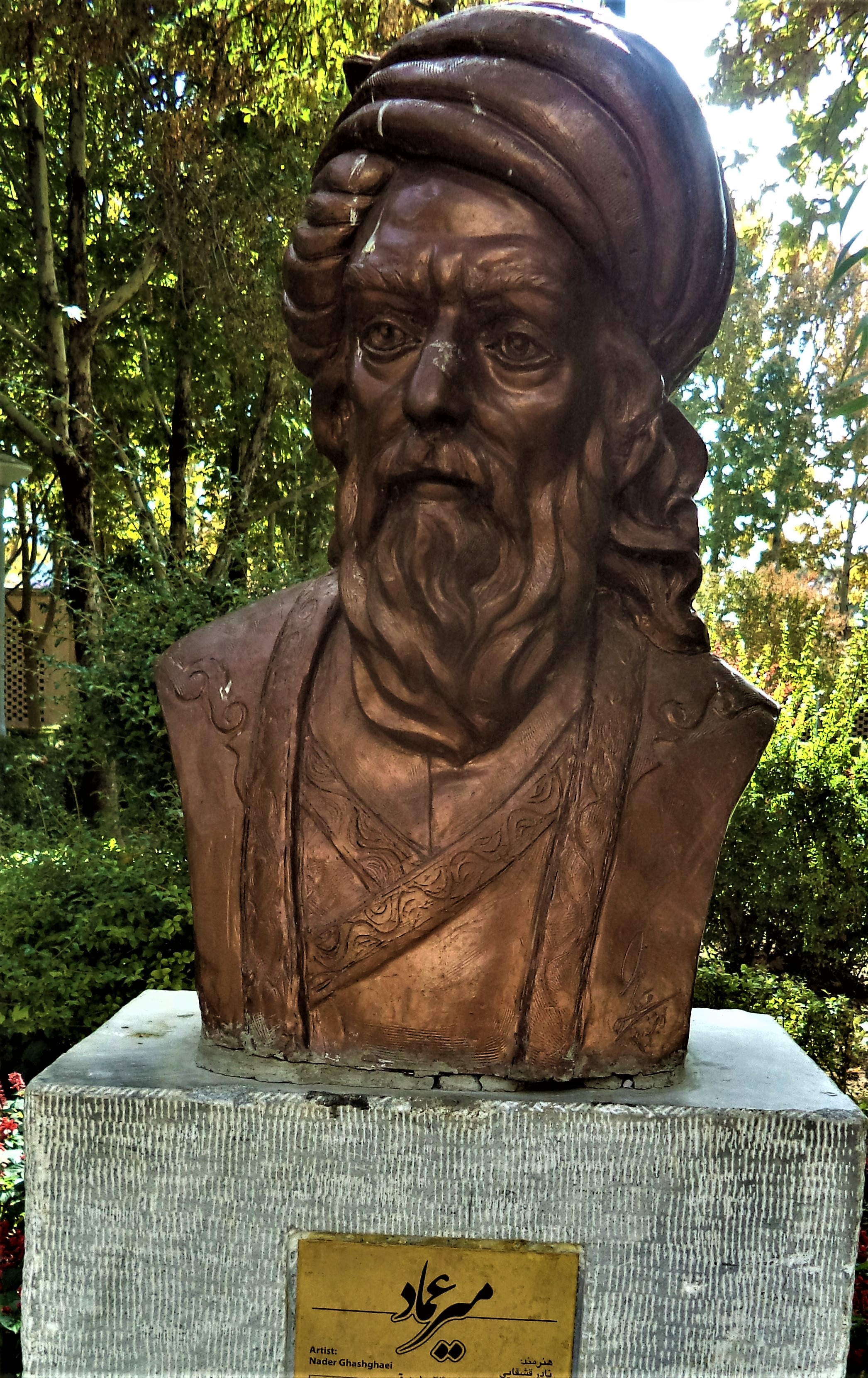
تمثال عماد الحسني في حديقة بأصفهان، وهو من أشهر خطاطي العصر الصفوي برز في النستعليق.

من أشهر خطاطو العصر الصفوي هو مير عماد الحسني. ولد في قزوين ونشأ في عائلة بارزة مسلمة هاشمة سنية. يعد عند مؤرخو الفن الفارسي شخصية بارزة في خط النستعليق منذ نشأته ولمدة قرن ونصف بعد وفاة مير علي الهروي. وقد برز المير عماد في الخط الخفي الناعم والجلي المحكم الجميل. وذاع صيته حتى غدا حديث الشعراء وموضوع تشبيهاتهم، وموضع إعجاب كبار المسلمين في الهند والدولة العثمانية، ولقد تباهى الأمراء والملوك بتُحفه. بعد دارسته في مسقط رأسه أقام في تبريز حينًا ورحل إلى أسطنبول، والحجاز. دخل بلاط شاه عباس الأول، فعلي مقامه وتوافد عليه طلاب الخط. لكن برز خلافات بينه وبلاط الصفوي لما كان مير عماد مسلمًا سنيًّا، فقد زاد ذلك من سوء العلاقة بين الطرفين. وفي إحدى الليالي تجمع عليه عدد من العامة وقتلوه. كان في بداية على طيريقة مير علي الهروري، ويقلدها أحيناًا. وحين انتقل إلى أصفهان وصادف بابا شاه الأصفهاني تدرب عليه وأخد عنه. ابتدع طريقة خاصة جمع فيها إحكام خط مير علي وبابا شاه معًا. وقد تخرج على يديه عشرات التلاميذ.
برز عدد كبيرًا من تلاميذ المير عماد في القرن الحادي عشر الهجري، منهم نور الدين محمد اللاهيجي، وعبد الرشيد الديلمي وطريقته تشبه طريقة المير عماد تمامًا، وفاق جميع تلامذته في تقليده، ومن أبناء مير عماد هما إبراهيم وكوهرشاد، وقد تعلمت النستعليق عن والدها، حتى برزت بوصفها خطاطة ومن آثارها نسخة من كلستان للسعدي وقطعة بماء الذهب. ثم عبد الجبار الأصفهاني ومحمد صالح خاتون وجمال بن محمد الشيرازي ونورا الأصفهاني، ومحراب بيك ومير ساوجي، ويحيى الأصفهاني ودرويش عبدي البخارائي، والمير محمد المقيم التبريزي، وسيد علي خان التبريزي وأبو تراب الأصفهاني ومحمد صالح ابنه. وبعده وفاتهم، ظهر أتباع مير عماد وتلامذتهم في القرن الثاني عشر الهجري، منهم نور الدين محمد وحسن خان شاملو وأبو المعالي الحسيني وأبو البقاء الحسيني، ومحمد سعيد اللاهيجي، وهدايت الله زرين قلم وغيرهم الكثير.
من الخطاطين البارزين الآخرين من هذه الفترة هم مير معز الدين محمد الكاشاني، ومحمد حسين التبريزي، ومحمد السبزواري، وعلي رضا التبريزي.
أن القرنين العاشر والحادي عشر هـ حتى مطالع القرن الثاني عشر، أي سقوط الدولة الصفوية في 1135 هـ، برز فيها عدد من عباقرة الخط النستعليق. وقد بلغ هذا الخط أرقى ما بلغ إليه فن الخط، وانتشر واسعًا حتى تخطى حدوده إلى الدول الإسلامية الأخرى المجاورة لبلاد فارس. ثم أعقب ذلك فترة ركود وانحطاط في الفن، والتي استمرت حتى أوائل العقد القاجاري، حيث خمد نشاط الخط وقل روّاده. وبعد ذلك نشطت الحركة الفنية الجديدة اذت إلى تجديد حياة خط النستعليق. فبرز عدد من النوابغ.

### القاجاري
من أهم الخطاطين القاجاريين هو محمد شفيع وصال الشيرازي وابنائه. ولد وصال الشيرازي سنة 1197 هـ وهو من أشهر الخطاطين والشعراء في عصره، كان جده الثالث يعمل في بلاط الصفوي، عاملًا على ولاية فارس. وكان أبوه كاتبًا لدى نادر شاه الأفشاري. نظم وصال قرابة 30 ألف بيت شعر، وكان يجيد الخط بالأقلام السبعة، ولا سيما في خط الشكسته، حتى عدّ خطه مصطلحًا لأهل الفن. وكان كذلك بارعًا في النسخ. وله عدد من مخطوطات باقية. ومن أبنائه الخطاطين أحمد ابنه الأكبر، ومحمود وفرهنگ وعبد الوهاب، الابن السادس والأصغر.
برز أسماء كثيرة في الفن الخط القاجاري، منهم محمد الداوري وميرزا إسماعيل توحيد، وفتحعلي الشيرازي وأسد الله الشيرازي ومحمد حسين كاتب الشيرازي أحمد عباقرة الخط في عصره، ومير علي شمس الأدباء الشيرازي، وعلي نقي الشيرازي. ومن خطاطو مازندران عباس النوري بن رضا قلي بيك، ومن خطاطو أصفهان محمد باقر السمسوري وعبد الرحيم السميرمي، وغلام رضا الأصفهاني وعبد الرحيم أفسر الأصفهاني وتلامذته كثير منهم فتح الله خان الجلالي وعبد الجواد الخطيب وأبو القاسم محمد نصير هماي، وعبد الحسين النامي ومحمد مهدي خليق پور.

### المعاصرين
أسست جمعية الخطاطين الإيرانيين بوصفها رابطة للخطاطين الإيرانيين في عام 1951 وشكلت رسميًا في 10 سبتمبر 1967 ولها فروع عديدة في المحافظات الإيرانية. من الخطاطين المعاصرين الذين برزوا في النستعليق، من النصف الأول من القرن العشرين: حسن ميرخاني وشقيقه، وجليل رسولي، وعباس أخوين، وغلام حسين أميرخاني، وعلي أكبر كاوه.

## استخدامه

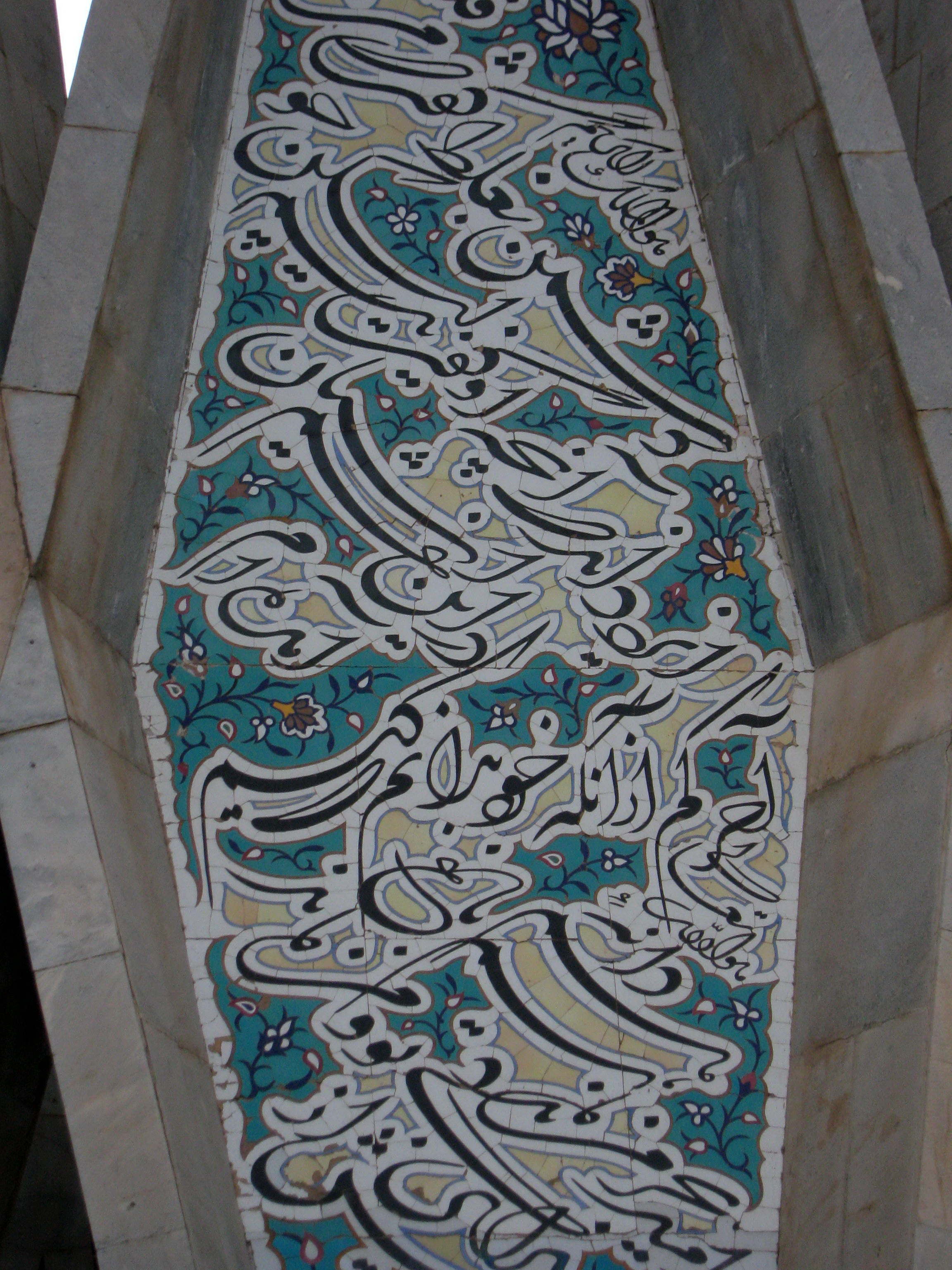
منظر قريب من ضريح عمر الخيام، أنشأ عام 1962، مثال على النستعليق في العمارة الإيرانية المعاصرة.

أن خط النستعليق كان مستخدمًا كثيرًا في استنساخ الكتب الأدبية الفارسية خاصة في دواوين شعر ومجاميعه اعتبارًا من عهد التيموريين بصورة خاصة ودقيقة. وقد ظهر الكثير من الخطاطين في النستعليق وبرعوا فيه للكتابة مصحف، حيث كتب الخطاط محمود النيسابوري مصحفًا بخط النستعليق، ويعد هذا المصحف من المخطوطات النادرة بهذا الخط. استخدم النستعليق غالبًا في كتابة النصوص الأدبية وغير الدينية في الفارسية. نادراً ما كُتبت نصوص عربية مثل القرآن أو الأحاديث أو الأدعية بهذا الخط، بسبب نوعه الفني للكتابة حروف عربية، وقد كُتبت معظم الآثار الشعرية والكتب الأدبية الفارسية بهذا الخط حتى إدخال الطباعة الحديثة.
إن استخدام خط النستعليق واسع لدرجة أنه ظهر في المباني والفنون الزخرفية الإسلامية منها في الأواني الفخارية والعملات والنحت والمجوهرات والأختام والتوقيعات وغيره. فقد خط النستعليق استخدامه الأساسي في أواخر العصر القاجاري، القرن التاسع عشر م، وقد اقترب من الفنون التطبيقية والتيبوغرافية وكاليجرام مع ظهور الطباعة الحجرية.
وفي العهد العثماني، استُعمِل خط التعليق والنستعليق في المحاكم الشرعية، والرسائل، كما استُخدِم على شاهد القبر وعدد من اللوحات الفنية والمرقعات.

### فهرس المراجع
1. ↑  عفيف البهنسي (1995). معجم  مصطلاحات الخط العربي والخطاطين (ط. الأولى). بيروت، لبنان: مكتبة لبنان. {{استشهاد بكتاب}}: الوسيط غير المعروف |الصحفة= تم تجاهله (مساعدة)
2. ↑  "Famous Calligraphers". Persian Calligraphy. مؤرشف من الأصل في 2018-10-25. اطلع عليه بتاريخ 2012-01-12.
3. ↑  ""The Scripts"". مؤرشف من الأصل في 2016-03-04.
4. ↑  Nastaliq Script – Persian Calligraphyنسخة محفوظة September 28, 2010, على موقع واي باك مشين. [وصلة مكسورة]
5. ↑  كامل سلمان الجبوري (1999). موسوعة الخط العربي (ط. الأولى). بيروت، لبنان: دار ومكتبة الهلال. ج. الأول، خط التعليق.
6. ↑  محمود عباس حموده (2000). تطور الكتابة الخطية العربية، دراسة لأنواع الخطوط ومجالات استخدامها (ط. الأولى). القاهرة، مصر: دار نهضة الشرق.
7. ↑  زكي محمد حسن (1940)، ص.66
8. ↑  محمود عباس حموده (2000). تطور الكتابة الخطية العربية، دراسة لأنواع الخطوط ومجالات استخدامها (ط. الأولى). القاهرة، مصر: دار نهضة الشرق. ص. 7.
9. 1 2  حبيب الله فضائلي (2002)، ص.490
10. ↑  زكي محمد حسن (1940)، ص.65
11. ↑  خط نستعلیق، شناسنامه هنری ایران است - شهریار نیوز نسخة محفوظة 2020-11-08 على موقع واي باك مشين.
12. ↑  حبيب الله فضائلي (2002)، ص.492
13. ↑  آموزش خط تحریری در دبستان نسخة محفوظة 2020-02-13 على موقع واي باك مشين.
14. 1 2  حبيب الله فضائلي (2002)، ص.417
15. ↑  عادل الآلوسي (2008)، ص.52
16. ↑  عادل الآلوسي (2008)، ص.53
17. ↑  عادل الآلوسي (2008)، ص.56
18. 1 2  حسان صبحي مراد (2003). تاريخ الخط العربي بين الماضي والحاضر (ط. الأولى). طرابلس، ليبيا: الدار الجماهيرية. ص. 419.
19. ↑  حبيب الله فضائلي (2002)، ص.419
20. 1 2 3  حبيب الله فضائلي (2002)، ص.420
21. 1 2  حبيب الله فضائلي (2002)، ص.422
22. ↑  أحمد شوهان (2001). رحلة الخط العربي من المسند إلى الحديث (ط. الأولى). دمشق، سوريا: اتحاد الكتاب العرب. {{استشهاد بكتاب}}: الوسيط غير المعروف |صحفة= تم تجاهله (مساعدة)
23. ↑  زكي محمد حسن (1940)، ص.67
24. ↑  حبيب الله فضائلي (2002)، ص.423
25. ↑  حبيب الله فضائلي (2002)، ص.424
26. ↑  حبيب الله فضائلي (2002)، ص.425
27. 1 2  حبيب الله فضائلي (2002)، ص.426
28. ↑  حبيب الله فضائلي (2002)، ص.460
29. ↑  حبيب الله فضائلي (2002)، ص.461
30. ↑  حبيب الله فضائلي (2002)، ص.463
31. ↑  حبيب الله فضائلي (2002)، ص.464
32. 1 2  خط التعليق.. من الشرق الإيراني إلى الدولة العثمانية | ترك برس نسخة محفوظة 2021-01-29 على موقع واي باك مشين.
33. ↑  حبيب الله فضائلي (2002)، ص.434
34. ↑  حبيب الله فضائلي (2002)، ص.436
35. ↑  حبيب الله فضائلي (2002)، ص.437
36. ↑  حبيب الله فضائلي (2002)، ص.438
37. 1 2  حبيب الله فضائلي (2002)، ص.439
38. ↑  حبيب الله فضائلي (2002)، ص.446
39. ↑  حبيب الله فضائلي (2002)، ص.452
40. 1 2  حبيب الله فضائلي (2002)، ص.468
41. ↑  درباره انجمن | انجمن خوشنویسان ایران نسخة محفوظة 2020-11-26 على موقع واي باك مشين.
42. ↑  محمود شكر الجبوري (1998). الخط العربي والزخرفة الإسلامية (ط. الأولى). إربد، الأردن: دار الأمل. ص. 118.
43. ↑  عروس خطوط (نستعلیق) / حسین مسرّت | مركز دائرةالمعارف بزرگ اسلامی نسخة محفوظة 2021-01-26 على موقع واي باك مشين.
44. ↑  كاربرد خوشنویسی در گرافیك مقاله ای از هنرمند ارجمند سید محمود ابوالقاسمی از ساری » آثار هنرمندان ایران - عزیزی هنر نسخة محفوظة 2021-01-26 على موقع واي باك مشين.
45. ↑  همه چیز درباره خطاطی وخوشنویسی | گالری لیلیت نسخة محفوظة 2020-07-10 على موقع واي باك مشين.

### معلومات المراجع
- زكي محمد حسن (1940). الفنون الإيرانية في العصر الإسلامي (ط. الأولى). القاهرة، مصر: مطبعة دار الكتب المصرية.
- حبيب الله فضائلي (2002). أطلس الخط والخطوط. ترجمة: محمد ألتونجي (ط. الثانية). دمشق، سوريا: دار طلاس. {{استشهاد بكتاب}}: تأكد من صحة قيمة |وصلة مؤلف= (مساعدة)
- عادل الآلوسي (2008). الخط العربي، نشأته وتطوره (ط. الأولى). القاهرة، مصر: مكتبة دار العربية للكتاب.
- نصار؛ الشرع؛ الرشدان (2013). «خط النستعليق. الجذور التاريخية والخصائص الفنية.» المجلة الأردنية للفنون، المجلد 6، العدد 1، الصفحات 259-278.